# Cranoecephalus scheroticus
Cranoecephalus scheroticus är en kräftdjursart. Cranoecephalus scheroticus ingår i släktet Cranoecephalus och familjen Oxycephalidae. Inga underarter finns listade i Catalogue of Life.